# بيانات المقام
في علم الاوبئة، تسمى البيانات والحقائق عن السكان بيانات المقام، وهي مستقلة لأي مرض أو حالة معينة. يُعطى هذا الاسم لأنه في النماذج الرياضية للمرض، يتم التعبير عن البيانات الخاصة بالمرض مثل حدوث المرض بين السكان، وقابلية السكان للتعرض لحالة معينة، ومقاومة المرض، وما إلى ذلك. المتغيرات الخاصة بالمرض يتم التعبير عنها كنسبتها بعض سمات عامة السكان، ومن ثم تظهر على أنها بسط الكسر أو النسبة المئوية التي يتم حسابه، تظهر بيانات عامة عن السكان عادة في المقام؛ ومن هنا جاء مصطلح بيانات المقام.  
في نموذج الجزء الوبائي، على سبيل المثال، غالبا يتم تغيير المتغيرات إلى إجمالي السكان. الجزء المعرض من عدد السكان يتم الحصول عليه من خلال أخذ نسبة عدد الأشخاص المعرضين لأجمالي عدد السكان. قابلية الإصابة بالمرض قد تعتمد على عوامل أخرى مثل العمر أو الجنس. البيانات المتعلقة بالسكان مثل التوزيع العمري، ونسب الذكور / الإناث والعوامل الديموغرافية الأخرى قد تكون ذات صلة ببيانات المقام. 
بيانات المقام لا تقتصر فقط على البيانات التي تصف التجمعات البشرية، ولكنها أيضا تتضمن معلومات حول مجموعة الحيوانات البرية والداجنة.